# Причерноморский артезианский бассейн
Причерномо́рский артезиа́нский бассе́йн (укр. Причорноморський артезіанський басейн) — подземный резервуар пресных и солёных (слабосолоноватых и сильносолоноватых) подземных вод  на территории Причерноморской впадины.

## Описание
Причерноморский артезианский бассейн является одним из наименее обеспеченных пресными подземными водами в пределах Восточно-Европейской гидрогеологической области. На большей части бассейна в зоне интенсивного водообмена развиты слабосолоноватые воды с минерализацией 1—3 г/л. Пресные подземные воды приурочены к участкам наиболее активного питания водоносных горизонтов, расположенным в долине Днепра, на северо-восточной окраине бассейна и на северо-западе, в пределах Одесской области и Молдавии. На юго-западной периферии бассейна (от Дуная до Одессы) подземные воды основных водоносных горизонтов имеют минерализацию до 3—5 г/л.
Ресурсы пресных и слабосолоноватых подземных вод в Причерноморском бассейне приурочены в основном к неогеновым отложениям, которые занимают около 90 % его площади, а также к водоносным горизонтам отложений четвертичного, палеогенового и мелового возраста, имеющим незначительное площадное распространение.
Четвертичные аллювиальные водоносные отложения в долинах рек состоят преимущественно из супесей и суглинков с маломощными прослоями гальки и гравия. Самостоятельное значение аллювиальный водоносный горизонт имеет только в долинах Дуная и Днепра, где мощность галечников достигает 20—30 м.
Водовмещающие отложения неогенового возраста представлены известняками, мергелями, песками и песчаниками, переслаивающимися со слабопроницаемыми глинистыми породами. Мощность водоносных прослоев изменяется от нескольких метров до 50 м. Породы моноклинально погружаются в южном направлении, соответственно глубина залегания их увеличивается от нескольких метров на севере до 200 м и более на юге. Неогеновые водоносные горизонты характеризуются неравномерной проницаемостью, поэтому величина водопроводимости колеблется от нескольких десятков метров в сутки (юго-западная, северная и центральная части бассейна) до 100 м²/сут и более (долины Днестра и Днепра, Сивашский бассейн).
Изменение возможных дебитов групповых водозаборов на площади распространения неогеновых горизонтов подчиняется такой же закономерности, что и изменение водопроводимости. В центральной части бассейна, на территории Одесской и Николаевской областей, расчётные мощности сосредоточенных водозаборов составляют 1—10 л/с, на юго-западе бассейна эксплуатация подземных вод возможна только одиночными скважинами с расходом меньше 1 л/с. Самая высокая производительность водозаборов, которую можно ожидать на территории Причерноморского бассейна, не превышает нескольких сотен литров в секунду. Наиболее перспективные участки для заложения таких водозаборов находятся в долинах Днестра и Днепра.
Водоносные горизонты палеогеновых и меловых отложений развиты в северной части Причерноморского бассейна в виде узкой полосы и на северо-востоке, на междуречье Днепра и Молочной. На севере эти горизонты характеризуются незначительной водоносностью, дебиты групповых водозаборов не превышают 10 л/с. Наиболее водообильные горизонты, приуроченные к бучакским пескам и меловым мергелям и песчаникам, прослеживаются на северо-востоке бассейна, где пресные и слабосолоноватые воды развиты примерно до широты Мелитополя.
Водоносные породы погружаются в южном направлении, и в районе Мелитополя они вскрываются на глубине 300—400 м. Расходы групповых водозаборов здесь составляют 200—300 л/с.
Общая величина естественных ресурсов подземных вод зоны активного водообмена Причерноморского бассейна оценивается примерно в 70 м³/с. Значение модуля подземного стока уменьшается с северо-запада на юго-восток от 2,5 до 0,1 л/с на 1 км², средняя величина модуля равна 0,4 л/с на 1 км². Минимальные естественные ресурсы бассейна составляют около 40 м³/с.

### Эксплуатация
Эксплуатационные ресурсы пресных и слабосолоноватых подземных вод основных водоносных горизонтов составляют около 50 м³/с, из них 30—35 % приходится на пресные воды. Эксплуатационные ресурсы формируются в основном за счет естественных запасов (70 %) и в меньшей степени естественных ресурсов (30 %). Восполняемая часть эксплуатационных ресурсов принимается равной примерно половине минимальных естественных ресурсов зоны активного водообмена. В процессе эксплуатации водозаборов можно ожидать увеличение эксплуатационных запасов за счет привлечения речных вод и поступления воды из выше- и нижележащих неосновных водоносных горизонтов.
Модули эксплуатационных ресурсов на большей части Причерноморского бассейна небольшие и изменяются в небольших пределах (0,1—0,5 л/с на 1 км²). Территории с модулем менее 0,1 л/с на 1 км² приурочены к юго-западной части бассейна и расположены в виде узкой полосы вдоль побережья Чёрного моря. В долинах Днестра и Днепра модули эксплуатационных ресурсов повышаются до 0,5—1 л/с на 1 км².
Интенсивность использования ресурсов подземных вод в Причерноморском бассейне достаточно высокая, здесь отбирается около 27 м³/с пресных и солоноватых подземных вод, что составляет 55 % от эксплуатационных ресурсов. Наиболее интенсивно подземные воды используются в Молдавии и Херсонской области.
Основная часть (50—60 %) отбираемых подземных вод расходуется на хозяйственно-питьевые нужды, около 30—40 % — на орошение и только 10 % — на промышленные цели.
Подземные воды являются основными источниками хозяйственно-питьевого водоснабжения на большей части рассматриваемой территории. Сельские населённые пункты обеспечиваются водой из более чем 10 тыс. одиночных скважин, небольшие города и посёлки снабжаются из водозаборов, производительность которых от 10 до 100 л/с. Из крупных городов потребность только Херсона полностью удовлетворяется за счет подземных вод, в Кишинёве и Николаеве используются подземные и поверхностные воды, водоснабжение Одессы базируется целиком на поверхностных водах. Большая часть используемых подземных вод отбирается одиночными скважинами. На долю крупных городов с потреблением воды 0,5—1 м/с приходится около 20—30 % от общего водоотбора.
Почти все наиболее крупные действующие водозаборы расположены в долинах Днестра и Днепра и эксплуатируют водоносный горизонт неогеновых известняков. Известняки, как правило, залегают на небольшой глубине и отделены от аллювиальных отложений слабопроницаемыми глинистыми породами. Режим работ водозаборов установившийся или близкий к установившемуся. Понижение уровня не превышает 20—30 м, а влияние водозаборов распространяется не более чем на 10—20 км. Формирование эксплуатационных запасов на этих водозаборах происходит в основном за счёт поступления речных вод. Естественные запасы водоносного горизонта составляют доли процента в общем балансе водоотбора.
Значительная часть действующих водозаборов вскрывает водоносные горизонты на глубине от нескольких десятков метров до 100—200 м, залегающие под слабопроницаемыми глинистыми отложениями. Наиболее типичный водозабор такого рода находится в северо-восточной части Причерноморского бассейна. Здесь эксплуатируется водоносный горизонт бучакских песков, вскрываемый на глубине около 300 м. В кровле горизонта залегают выдержанные по площади известняковые глины и мергели киевского яруса мощностью 50—100 м. При сравнительно небольшом водоотборе, достигающем 250 л/с, сформировалась воронка депрессии глубиной до 60 м и радиусом влияния до 60 км. Водозабор работает при неустановившимся режиме. Как показал анализ его работы, упругие запасы, освободившиеся в пределах воронки депрессии, не превышают нескольких процентов в общем балансе водоотбора. Естественные ресурсы, даже если они полностью отбираются водозабором, составляют не более 50 % от его расхода.
Можно предположить, что значительную роль в питании водозабора играют воды, поступающие из вышележащих глинистых отложений.
Расчёты производительности водозабора без учёта этого источника питания дают завышенные величины понижений уровня воды в скважинах в 1,5—2,5 раза по сравнению с наблюдаемыми.
Таким образом, из рассмотрения работы наиболее типичных водозаборов видно, что в процессе эксплуатации основную роль в питании водозаборов играют так называемые привлекаемые запасы — речные воды и воды, перетекающие из вышележащих горизонтов. Модули эксплуатационных ресурсов, вычисленные по данным действующих водозаборов, в несколько раз превосходят модули, учитывающие только сработку естественных запасов и частичное восполнение водоносного горизонта. Это свидетельствует о том, что эксплуатационные ресурсы подземных вод оценены очень осторожно и имеются резервы для их увеличения, связанные в основном с привлечением речного стока и поступлением воды из вышележащих горизонтов. Такие участки, где существуют дополнительные источники питания подземных вод, приурочены в основном к долинам крупных рек — Днестра, Дуная, Днепра и их притоков.
Современная изученность эксплуатационных ресурсов подземных вод Причерноморского артезианского бассейна сравнительно высокая. Запасы, утвержденные в ГКЗ и ТКЗ, составляют примерно 30 % от эксплуатационных ресурсов. По площади бассейна эти запасы распределены неравномерно, около 50 % их приходится на территорию Молдавии.
Более половины утверждённых запасов сосредоточено на участках действующих водозаборов, разведанных участках, расположенных в долинах Днестра, Днепра и Дуная, где запасы формируются в основном за счёт привлечения речных вод. Здесь сооружены наиболее крупные водозаборы с производительностью 0,5—1,5 м³/с.
Рассмотрев гидрогеологические условия Причерноморского бассейна, можно предположить, что в пределах Одесской и Николаевской областей нельзя ожидать увеличения эксплуатационных ресурсов в процессе работы водозаборов. Поэтому дальнейшее увеличение водоотбора в этих областях может происходить за счёт роста числа одиночных скважин или мелких водозаборов, снабжающих водой сельское население и небольшие города. Такие крупные города, как Одесса и Николаев, в перспективе не могут быть обеспечены подземными водами.
Молдавия, Херсонская и Запорожская области более обеспечены ресурсами подземных вод, чем упомянутые выше районы. Перспективная потребность большей части расположенных здесь городов и посёлков может быть удовлетворена за счёт подземных вод. Крупные города Молдавии, такие как Кишинёв, Бельцы и др., могут быть обеспечены подземными водами только частично (на 30—50 %).
В связи с ограниченностью эксплуатационных ресурсов пресных и слабосолоноватых подземных, а также поверхностных вод на территории Причерноморского бассейна большой интерес представляет возможность добычи и опреснения солёных вод.
Суммарные эксплуатационные ресурсы солёных и главным образом сильносолоноватых подземных вод на площади бассейна оцениваются в 50—70 м³/с.
Они содержатся в песчано-глинистых отложениях миоцена, палеогена и мела. Возможная производительность одиночных скважин колеблется в значительных пределах: от менее 1 до 50 л/с, а групповых водозаборов: от 10 до 100 л/с и более. Таким образом, солёные подземные воды после опреснения могут быть использованы для обеспечения хозяйственно-питьевой потребности сельского хозяйства и небольших городов.